# Sitio de Tenochtitlan

El sitio de Tenochtitlan (1521), fue un evento mayor en la conquista española de América, marcando el final de la era mexica. El Sitio duró del 26 de mayo al 13 de agosto de 1521.
Muchas batallas se dieron entre los mexicas y los conquistadores durante el Asedio.
El sitio de Tenochtitlan es la fase final y definitiva de la conquista del Imperio mexica. La victoria española marcó la caída de su hegemonía  en Mesoamérica y el inicio del Virreinato de la Nueva España. Igualmente representa el final de la primera etapa de la unión del mundo europeo y el mesoamericano, siendo parte de la colonización española de América.

## Antecedentes
Tras la batalla de Otumba en julio de 1520, los restos del ejército español de Hernán Cortés y sus aliados tlaxcaltecas alcanzaron las tierras de estos últimos, donde pudieron guarecerse. Días después el emperador Cuitláhuac envió seis emisarios a los tlaxcaltecas proponiéndoles la paz a cambio de la entrega de Cortés y sus hombres, pero estos rechazaron su idea y en su lugar acordaron una nueva alianza con los españoles para reconquistar Tenochtitlan. A pesar de la abierta oposición de Xicohténcatl II Axayacatzin, opuesto a los españoles, su padre Huehue Xicohténcatl I y Maxicatzin pactaron la alianza con Cortés.
En Tenochtitlan, Cuitláhuac nombró a Atlacótzin —nieto de Tlacaélel— como su nuevo cihuacóatl y a Cuauhtémoc como teotecuhtli o sumo sacerdote. La Excan Tlahtoloyan o Liga del Anáhuac fue restablecida, Tetlepanquetzaltzin asumió el trono de Tlacopan y Coanácochtzin el de Tetzcuco. El 7 de septiembre de 1520, durante los festejos de la coronación del nuevo huey tlatoani, fueron sacrificados los prisioneros españoles y algunos de los caballos que habían sobrevivido al episodio de la Noche Triste, sus cabezas fueron colocadas de forma alternada en el tzompantli del Huēy Teocalli o Templo Mayor. Sin embargo el gobierno de Cuitláhuac solo duró hasta el 25 de noviembre, en esa fecha el huey tlatoani murió a consecuencia de la epidemia de viruela que había comenzado a diezmar a la población indígena y que había comenzado a esparcirse por un esclavo africano que había llegado enfermo en la expedición de Narváez.
A fin de restablecer sus fuerzas, Cortés se dedicó a recabar ayuda contra los mexicas, ya fuera por la fuerza de la negociación o de las armas, y el primer gran aliado sería el estado de Texcoco, irónicamente un antiguo integrante de la Triple Alianza junto con Tlacopan y la misma Tenochtitlan. Debido a que la previa rebelión mexica contra Cortés había sido azuzada precisamente por el señor de Texcoco, el difunto Cacamatzin, Cortés colocó como siguiente señor al mayor enemigo de Cacamatzin, su hermano Ixtlilxochitl II, que era afín a los españoles y opuesto al centralismo imperial azteca. Algunas facciones texcocanas, sin embargo, continuaron siendo leales a Tenochtitlan.
Cortés debió también ocuparse de solventar disturbios entre sus tropas ibéricas también. El campamento estaba dividido: algunos apoyaban el ataque de Tenochtitlan por venganza o ambición, mientras que otros sólo deseaban abandonar la conquista, o al menos regresar a Veracruz y esperar refuerzos allí. Cortés se encargó de convencer a esta segunda facción, ya que la suerte de toda su empresa dependía de terminar lo que habían empezado. Al haber desafiado al gobernador de Cuba Diego Velázquez de Cuéllar, desobedeciendo sus órdenes y asimilando a su fuerza punitiva comandada por Pánfilo de Narváez, el conquistador era consciente de que, de regresar bajo compromiso, sería considerado un traidor a España y juzgado como tal, mientras que todo sería perdonado si derribaba el imperio mexica y lo convertía en territorio español.

## Asedio

### Preparativos
Cortés invirtió los primeros meses de su ofensiva en someter o aliarse con pueblos tributarios de los aztecas, como Tepeyac, Yauhtepec y Cuauhnahuac. Sabedor ahora de que los puentes de Tenochtitlan le suponían un terreno densamente desventajoso, Cortés ordenó la construcción de trece bergantines cañoneros que le servirían para controlar los lagos circundantes. Los navíos se ensamblaron en la base aliada de Tlaxcala, a cargo del maestro armador Martín López, mientras Cortés recibía en Veracruz a tres barcos de suministros que iban originalmente dirigidos a Narváez. También adjuntó a sus fuerzas pequeñas expediciones mandadas por el gobernador de Jamaica, Francisco de Garay, con destino a Panuco, así como otro contingente aliado tlaxcalteca enviado por Xicohténcatl el Viejo al mando de Chichimecatecuhtli. En Navidad de 1520, Cortés hizo desplazar sus fuerzas y barcos a una ciudad aliada mejor situada, Texcoco, desde la que podría acceder al mayor de los lagos.

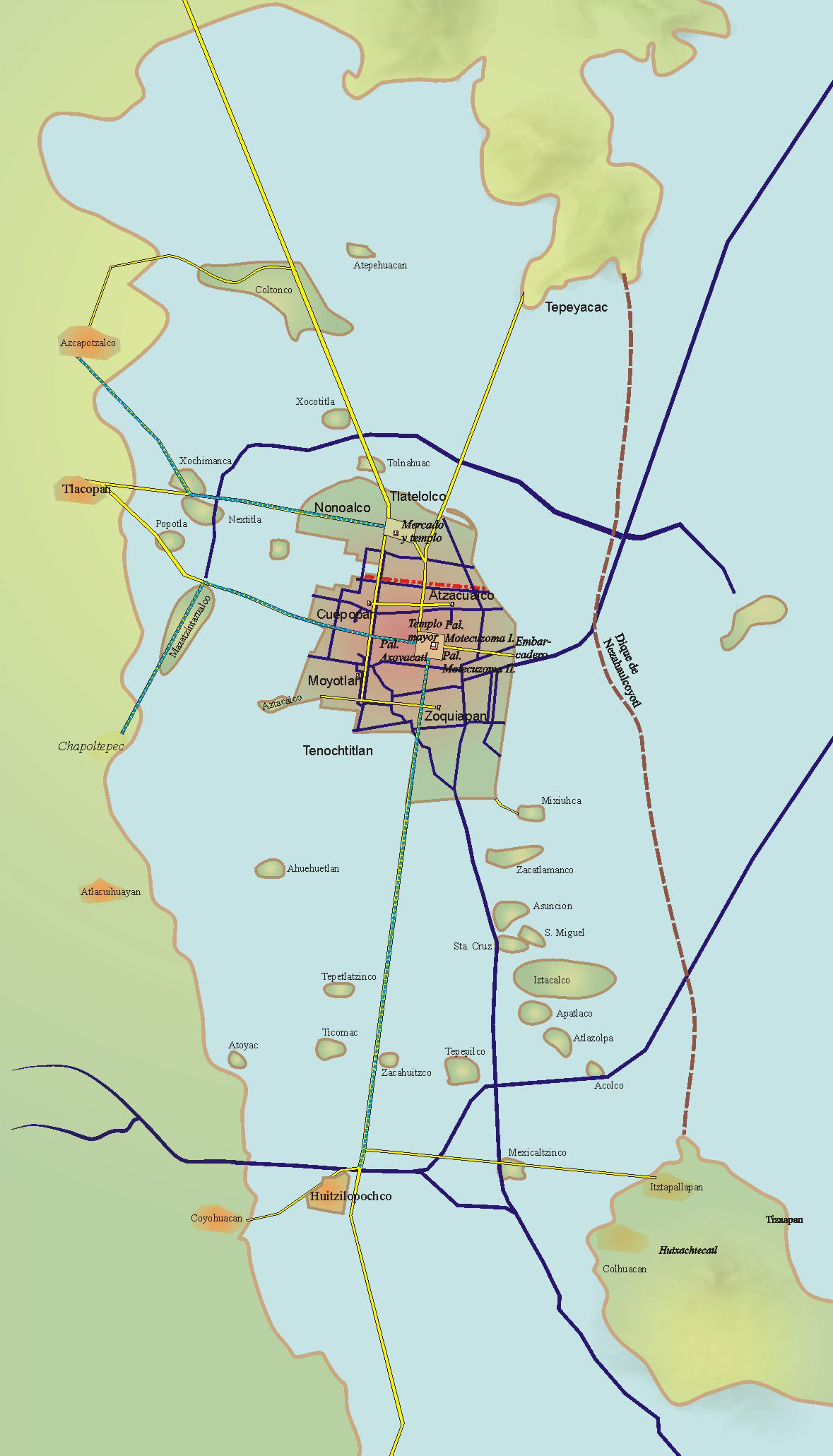
Mapa del valle de México. Disposiciones de Tenochtitlan a comienzos del sitio.

Durante este tiempo, la capacidad de los mexica de operar se había visto poderosamente reducida debido a la epidemia de peste y a la inestabilidad política de la sucesión, pero el regente Cuauhtémoc se vio capaz de enviar a cuatro expediciones 10 000-20 000 guerreros para tratar de impedir la toma de las ciudades tributarias. Estas fuerzas fueron derrotadas, en muchos casos con apoyo de los aliados indígenas de Cortés, lo cual fortaleció la moral española.
Tras asegurar en marzo de 1521 el control de Chalco, Tlamanalco y Huaxtepec, Cortés envió prisioneros a Cuauhtémoc con el mensaje de que los dominios aztecas ahora le pertenecían y que Tenochtitlan estaba acorralada. 
En abril, reuniéndose con los caciques locales para aglutinar sus fuerzas, Cortés capturó el último señorío aliado de los Mexicas: como lo era el pueblo ribereño de Xochimilco, cabe señalarse que en uno de los combates Hernán Cortés fue derribado del caballo, y estaba ya siendo capturado por los Xochimilcas, y que sin duda habría podido perder la vida, si no hubiese ido a su rescate Cristóbal de Olea (no confundir con Cristóbal de Olid), así tras duros combates se pudo repeler la última embestida de una fuerza, que según Bernal Días del Castillo estimó que esta fuerza estaba conformada por unos 17 000 mexicas y sus aliados, en su intento para recapturar Xochimilco. Poco después encontró evacuados y desiertos los señoríos de Coyoacán, Tacuba, Atzcapotzalco y Cuauhitlan.
A su retorno a Texcoco, que había quedado bajo el mando de Gonzalo de Sandoval, Cortés descubrió un complot para acabar con su vida e hizo ahorcar al cabecilla, Antonio de Villafaña, tras lo que se acostumbró a moverse en todo momento con seis guardaespaldas encabezados por Antonio de Quiñones. A continuación, subastando a los esclavos mexicas que les quedaban, el español preparó a su contingente para el ataque final. Contaba con alrededor de 1300 soldados españoles, dotados de 100 caballos, así como de cerca de 200 000 guerreros de los señoríos Tlaxcala, Texcoco, Totonacapan, Tlatlauquitepec, Huexotzinco, Atlixco, Cholula y Chalco y Alcohua, entre otros. Todas estas poblaciones eran rivales o antiguos tributarios de los aztecas, y sus integrantes estaban enardecidos a tomar la ciudad para cobrarse la venganza de siglos de tiranía. La única disensión sucedió cuando Xicohténcatl II Axayacatzin desertó de la alianza, debiendo ser apresado y ahorcado el 12 de mayo cuando su padre advirtió a Cortés de que planeaba adueñarse del trono y volverse contra los españoles.
El 22 de mayo, Cortés inició el ataque dividiendo a sus fuerzas. A Pedro de Alvarado, acompañado de su hermano Jorge, Gutiérrez de Badajoz y Andrés de Monjaraz, le ordenó posicionarse con parte de los tlaxcaltecas en Tacuba; Cristóbal de Olid, secundado por Andrés de Tapia, Francisco Verdugo, y Francisco de Lugo, fue puesto en cargo de Coyohuacan con otra hueste de Tlaxcala; Gonzalo de Sandoval, junto con Luis Marín y Pedro de Ircio, lo fue de Ixtlapalapan, otra localidad estratégica, apoyado por guerreros de Chalco y Huexotzinco; y el propio Cortés, por último, se puso al mando de la flota de bergantines. Las mujeres soldado del contingente español, como Isabel Rodríguez, Beatriz de Palacios y Beatriz Bermúdez de Velasco, se unieron también en estas compañías.

### Primeras escaramuzas
Las fuerzas al mando de Alvarado y Olid se desplazaron a Chapultepec a fin de cortar el suministro de agua de los aztecas, ya que la mayor parte de este llegaba a Tenochtitlan desde acueductos situados allí. En el transcurso de la misión se toparon con las tropas aztecas cerca del puente de Tlacopan, resultando en una escaramuza en la que españoles y tlaxcaltecas debieron detenerse ante el fuego enemigo, llegado desde guerreros en tierra y tripulantes de canoas en el agua. Al mismo tiempo, las embarcaciones de Cortés se topaban con otra flotilla de casi un millar de canoas, a las que vencieron gracias a una brisa favorable. Cortés se reunió con las fuerzas de Olid para reagruparse.
Cortés comenzó un avance conjunto por los puentes, utilizando los bergantines para invalidar el empuje naval mexica y mover refuerzos a donde fuera necesario. Sin embargo, este plan fue deducido por Cuauhtémoc, que mandó construir trampas y estacadas en tierra y agua para tratar de detener a la flota y la caballería españolas. Cortés comprobó que era inútil emplear ataques relámpago para degradar estas defensas, ya que los aztecas aprovechaban sus retiradas nocturnas para recuperar valerosamente los puentes y barricadas que perdían por el día. Por ello, cambió de planes, ordenando a las tropas que acamparan en los propios puentes sin retirarse y que los jinetes durmieran con los caballos ensillados y preparados. Mediante paciencia y tenacidad, las huestes españolas y tlaxcaltecas comenzaron a ganar terreno de manera consistente hacia la ciudad.
Con el control de los puentes, los sitiadores se aseguraron de que dejara de llegar reaprovisionamiento fluvial a la ciudad, empleando botes pequeños para combatir a los convoyes de canoas. Sin embargo, la defensa mexica no cejaba, y en un determinado momento tendieron una emboscada a los guerrilleros, abatiendo a los capitanes Juan de la Portilla y Pedro Barba junto con gran cantidad de tlaxcaltecas. Precaviéndose de intentos posteriores, Cortés se enteró de otra emboscada tras interrogar a dos capitanes aztecas capturados, por lo que tendió una contraemboscada que se saldó con numerosas muertes y prisioneros. Tras este revés, los aztecas dejaron de emprender celadas, y algunas poblaciones de la costa, como Iztapalapa, Churubusco, Culhuacán y Mixquic fueron derrotadas.

### Confrontaciones mayores
El día de San Juan, Cuauhtémoc ordenó marchar contra los tres campamentos simultáneamente. En medio de la refriega, Pedro de Alvarado se vio obligado a ejecutar una temeraria carga de caballería por el puente que cruzaba el lago de Texcoco (hoy en día conocido como Puente de Alvarado en Ciudad de México), en donde se vio rodeado de canoas bloqueando su retirada. Alvarado y ocho jinetes lograron escapar con sólo heridas, pero cinco fueron capturados vivos por los aztecas y llevados a los templos cercanos para ser sacrificados, cuya algazara podía ser vista desde las líneas aliadas. Cortés decidió llevar a cabo una represalia inmediatamente, pero los aztecas descubrieron un hueco en su avance y causaron grandes bajas en sus filas, hasta el punto de que el propio Cortés fue capturado y sólo pudo escapar gracias al sacrificio de su mayordomo Cristóbal de Guzmán y de Cristóbal de Olea (quien ya le había salvado la vida anteriormente en Xochimilco). Alrededor de sesenta españoles fueron tomados y sacrificados de nuevo.

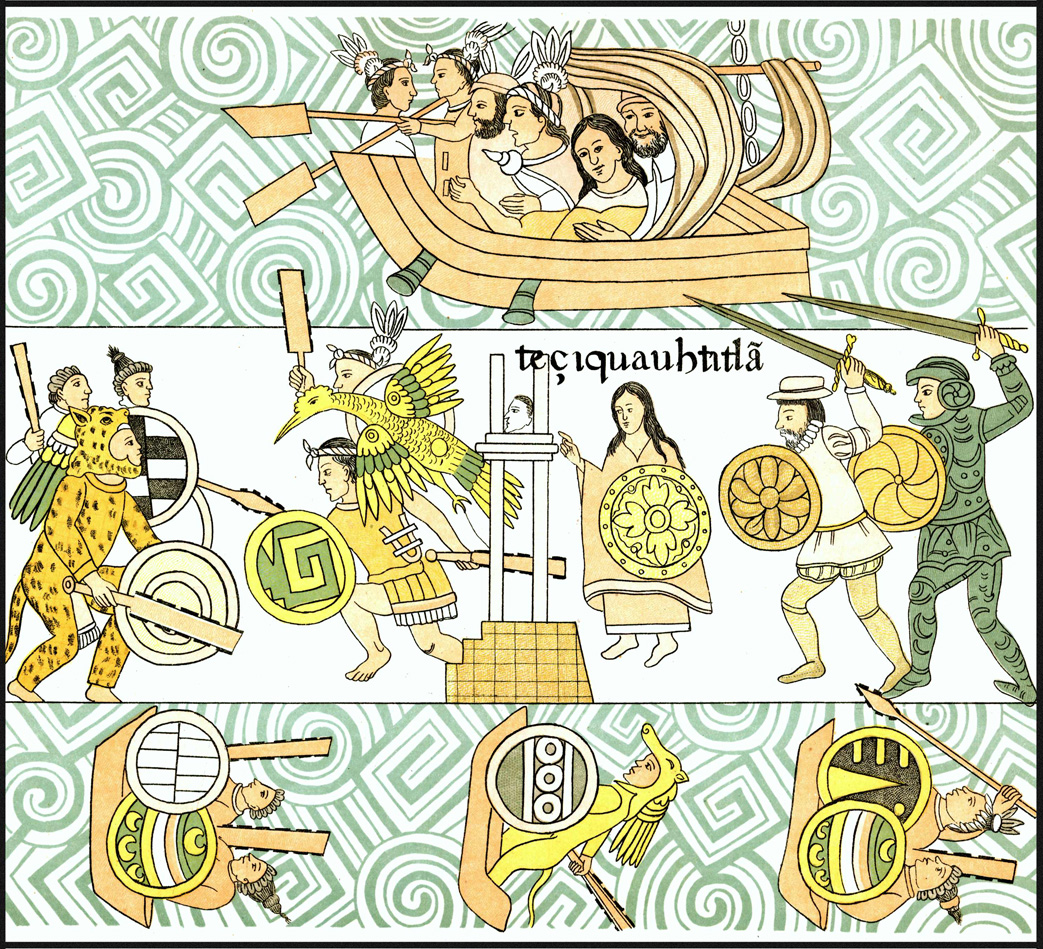
Ataque anfibio a Teciquahtitla de las fuerzas españolas y tlaxcaltecas. Se observa a la Malinche y a Cortés. Reproducción de 1773 del original Lienzo de Tlaxcala de 1584.

En los espacios entre los combates, Cuauhtémoc utilizó tácticas de guerra psicológica contra los sitiadores, no sólo sacrificando a prisioneros en las posiciones más visibles cada noche, sino también mandando arrojar las cabezas, las manos, los pies y las pieles de las víctimas a los campamentos enemigos. El cronista Bernal Díaz del Castillo llegó a describir que los aztecas cometían canibalismo, devorando los restos de los cadáveres de sus enemigos, tanto españoles o indígenas.

«También quiero decir que  no comían las carnes de sus mexicanos, sino eran de las nuestras y tlaxcaltecas que apañaban, y no se ha hallado generación en muchos tiempos que tanto sufriera la hambre y sed y contínuas guerras como estas.»
Bernal Díaz del Castillo, cap. CLVI

Como resultado de estos actos, los cristianos tomaron la costumbre de dar gracias a Dios, al final de cada día de batalla, por no haber sido capturados y sometidos a los mismos tormentos. A causa de los continuos combates sin avance previsible, los ejércitos de varios estados aliados abandonaron el sitio, aunque no cambiaron de bando.
Sin ceder a este revés, Cortés cambió de estrategia y ejecutó un estancamiento con las tropas que le quedaban. Dejando transcurrir el tiempo para que las provisiones en Tenochtitlan se vieran mermadas, mandó demoler todas las ciudades cercanas y transportar los escombros para llenar canales y cerrar calzadas y puentes, montando posiciones defensivas desde las que hostigar a los mexicas. Además, sus ingenieros descubrieron un método para quebrar las estacadas fluviales mexicas, lo que permitió a los bergantines maniobrar libremente en los lagos. Tras doce días de cuidadosas victorias, varias de las tribus aliadas regresaron al lado español. Cuauhtémoc atrajo a su causa a gentes de Matlazingo, Malinalco y Tulapa, que atacaron a los sitiadores por la retaguardia, pero Gonzalo de Sandoval y Andrés de Tapia, saldándose con la captura de dos de los caciques de Matlazingo.
Con esta nueva estrategia, las tornas comenzaron a decantarse del lado de los españoles, ya que el sitio de Tenochtitlan o Temixtitan y los cada vez mayores bloqueos causaron la hambruna entre aztecas. Desesperado por romper un punto de la red, Cuauhtémoc organizó un ataque a gran escala al campamento de Alvarado en Tlacopan, pero fueron rechazados. Varios de los pocos señoríos tributarios que les quedaban se pasaban al lado de los sitiadores, ya que las tropas de Cortés les hostigaban y trataban de atraer con negociaciones, aplastando a toda población que se negaba para así dar ejemplo al resto. Así que si bien se había logrado bloquear el paso de alimentos, y para acelerar la caída de Tenochtitlan, los españoles y sus aliados abatían a quienes que se atrevían a tratar de pescar en el lago. La situación en la ciudad era crítica, ya que el hambre y la peste les diezmaban, y la poca agua que podían beber era sucia y les causaba disentería. Se dice incluso que, a falta de nada comestible, comenzaron a comer maderas, cueros y arcillas.
Los españoles y los aliados que les quedaban avanzaban cada vez más hacia la ciudad, aunque la resistencia azteca seguía siendo encomiable y les dificultaba la victoria. Esta, sin embargo, se acercó decisivamente con la llegada de una serie de suministros desde Vera Cruz, permitiéndoles preparar el asalto final.

### Entrada en la ciudad

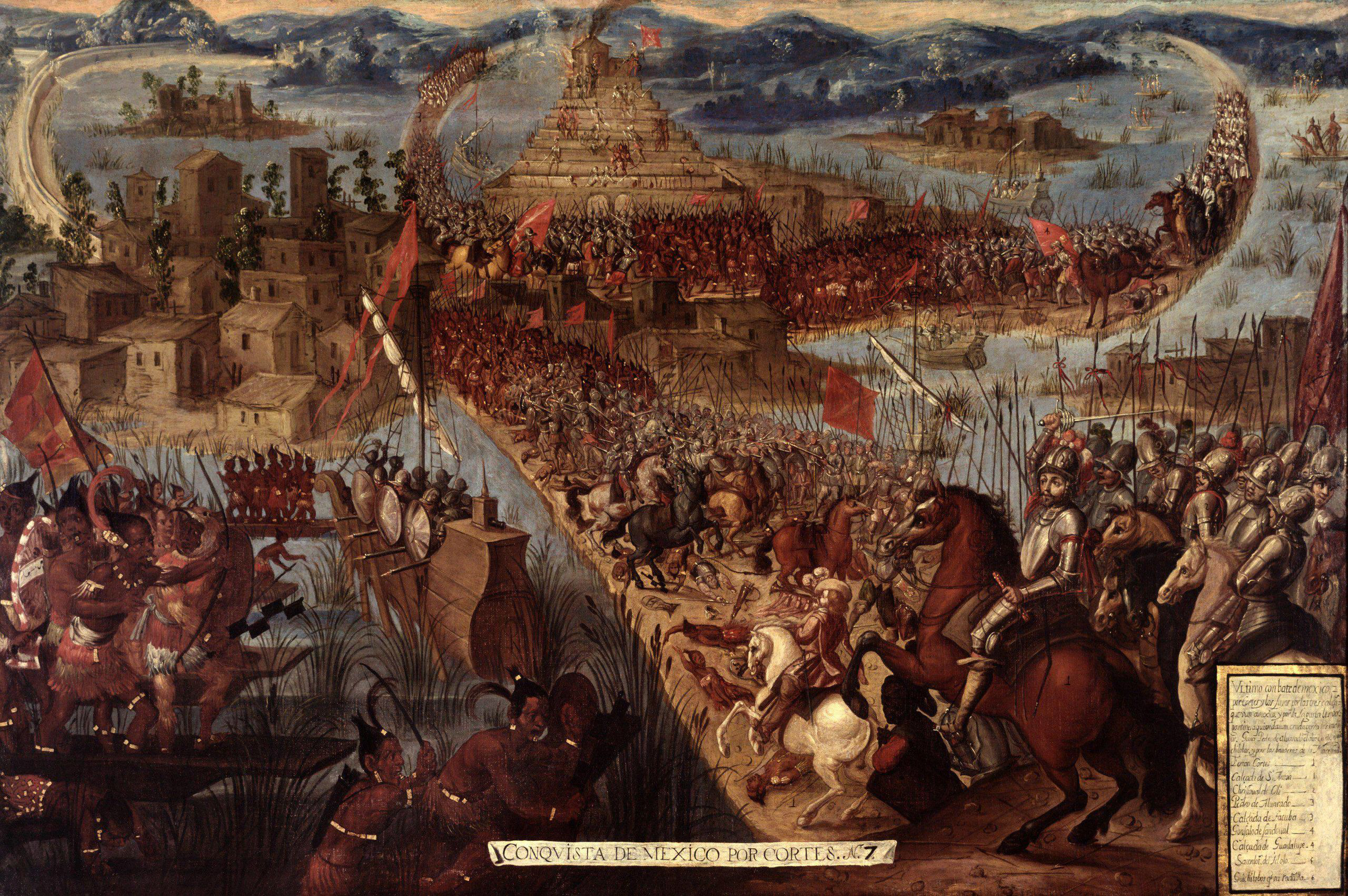
La conquista de Tenochtitlan, de autor desconocido.

Cuando Cortés divisó el momento propicio, ordenó el ataque final contra las posiciones de la ciudad, mandando a las tropas de los tres campamentos que tomaran el Señorío de Tlatelolco, como paso previo para asegurarse la entrada a Tenochtitlan. La compañía de Alvarado llegó primero, capturando el baluarte Mexica y plantando la bandera española en la cúspide del templo de Huitzilopochtli, mientras que las partidas de Cortés y Sandoval se unieron tras cuatro días más de lucha.
Una vez los sitiadores accedieron al recinto, los aztecas custodiaron su ciudad con ardor en un lapso de guerra urbana, pero fueron derrotados a causa de su debilitamiento, y algunos de ellos optaron por volver atrás y sacrificar a todos los prisioneros que encontraron. Del resto, muchos aprovecharon el caos para escapar de la ciudad antes de que la resistencia de la mayor parte de los distritos fuera doblegada. En aquellos momentos, viéndose por fin capaces de vengarse de la centenaria opresión azteca, los aliados indígenas de Cortés se ensañaron con la población de la ciudad, masacrando a los ciudadanos y capturándolos para ser sacrificados, hasta el punto de que se dice que 15 000 mexicas fueron apiolados sólo el primer día. Cortés había dado órdenes a los aliados indígenas de no excederse, pero la enorme superioridad numérica de éstos les volvía imposibles de controlar para los españoles. Los aliados más tarde volverían a sus patrias cargados de carne humana mexica para consumir en sus fiestas.
Cuauhtémoc y sus allegados resistían en una sección de la ciudad que no había caído aún. Al ver próxima la derrota, su consejo de nobles le impelió a emprender negociaciones de paz con los españoles, pero estas resultaron infructuosas, y a su término Cortés ordenó a Sandoval asaltar el último bastión azteca. Los últimos cientos de canoas de guerra mexicas fueron echadas al agua, donde los bergantines españoles las interceptaron y destruyeron. El mismo Cuauhtémoc trató de huir por su cuenta, cargando con su tesoro y su familia en 50 piraguas, pero fueron capturados por un bergantín español que estaba bajo el mando del Capitán García Holguín. Así, el 13 de agosto de 1521 de la cuenta juliana, o bien el 23 de agosto de 1521, conforme al Calendario Gregoriano (adoptado en octubre de 1492), y que según el calendario mexica correspondía al día 1 Coatl del año 3 Calli del mes Tlaxochimaco o también se dice de Xocotlhuetzi para los anahuacas, Tenochtitlan se declaró tomada por fin.

## Tras la batalla

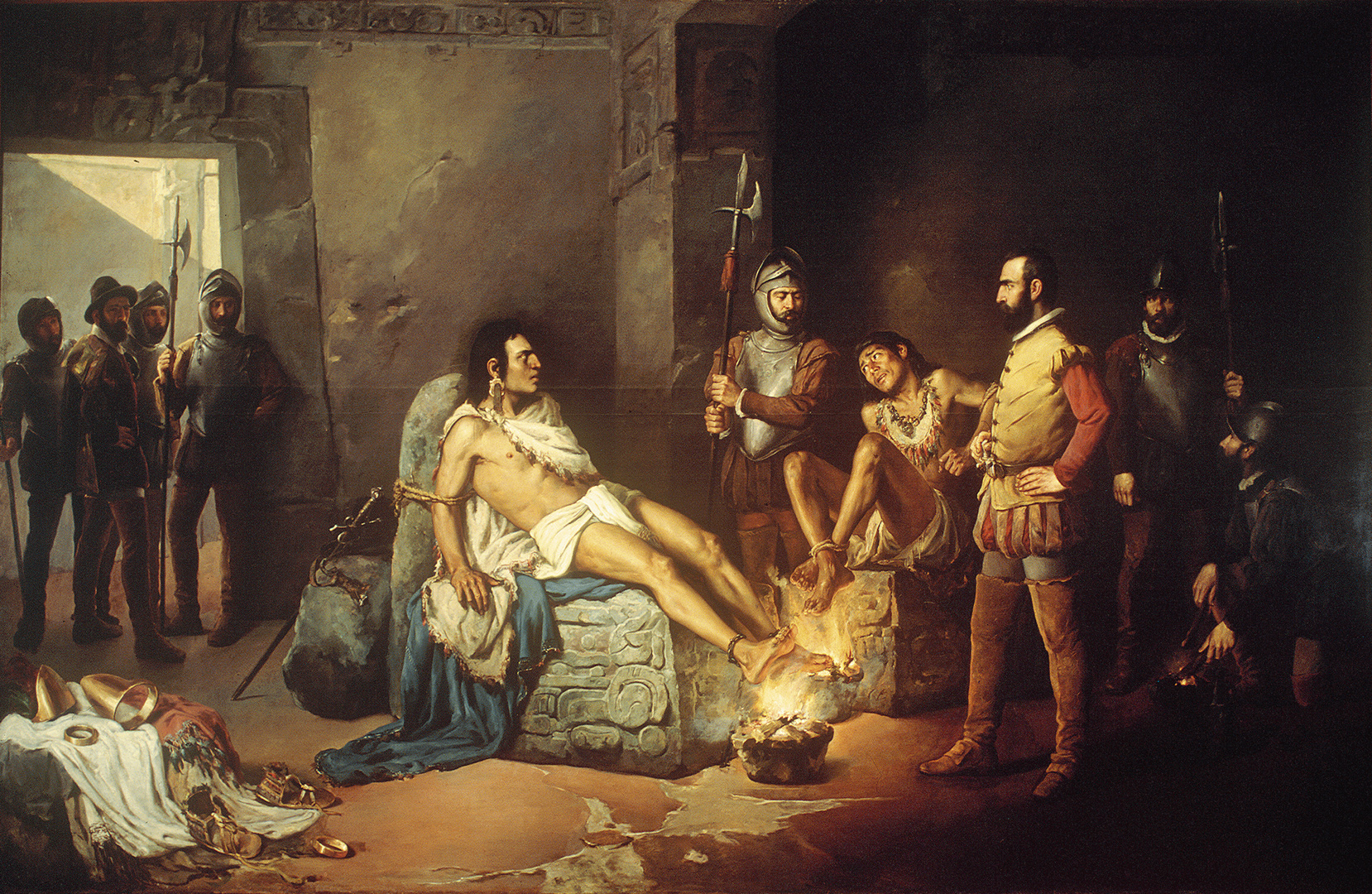
El suplicio de Cuauhtémoc, Leandro Izaguirre,.

Cuando Cuauhtémoc fue llevado ante Cortés, este le exigió que le devolviese el oro perdido durante La Noche Triste, el cual había caído al fondo del lago, y del cual se sabía que lo habían podido recuperar. Cuauhtémoc y el Señor de Atzcapotzalco resistieron su tortura que consistió en la aplicación de aceite hirviendo en los pies y piernas, finalmente Señor de los Mexicas habló, diciendo que una parte del oro la habían arrojado en otra zona del lago y otra en tierras del Señorío de Atzcapotzalco, pero nunca se pudo localizar dicho oro, o bien Cortés si lo localizó y se apropió de él para su propio beneficio, ya que de esta forma no pagaría al Rey el llamado "Quinto Real (20 % del valor nominal) como tampoco tendría que compartirlo con sus capitanes y soldados.
En los siguientes 3 días, casi toda la nobleza de la ciudad estaba muerta, y los supervivientes restantes eran en su mayoría niños muy jóvenes. Se estima que 240 000 mexicas murieron durante el asedio, que duró ochenta días, por su parte Cortés cifra las muertes en 67 000 por combate y 50 000 de hambre. En las fuerzas españolas, sobrevivieron 900 soldados, 80 caballos, 16 piezas de artillería y 13 bergantines.
Los señoríos que eran considerados como enemigos de los Mexicas combatieron como aliados de los españoles, en tanto que esta alianza les infundió el valor y la decisión para enfrentarse a los Mexicas, acción que no habrían podido hacer por su cuenta, y si bien se consideraron aliados de los españoles, finalmente éstos solo otorgaron privilegios a unos cuantos pueblos o señoríos, como los Tlaxcaltecas, los Cholultecas, los Chalcas y los Purépechas, pero a los demás pueblos los sojuzgaron y los repartieron entre los capitanes españoles para que trabajasen en las tierras que se apoderaron, en este sentido el principal beneficiario fue Hernán Cortés, dado que llegó a poseer un gran latifundio, con el cual conformó su Marquesado.
Los combates que se sucedieron fueron relatados por Francisco López de Gómara, Francisco Cervantes de Salazar y por Bernal Díaz del Castillo, que formó parte del ejército conquistador de Cortés, mientras que, tanto López de Gómara, como Cervantes de Salazar, escribieron su obra basándose en informes diversos, incluidas las 5 Cartas de Relación de Cortés.